# Ea-mukin-zeri
Ea-mukin-zeri (geschreven als E2-mu-kin-NUMUN LUGAL, mdÉ-a-mu-kin-zēri) was ca. 1008 v.Chr. enige maanden koning van Babylonië na de moord op zijn voorganger Simbar-šipak
De Dynastieke Kroniek meldt dat hij de zoon van Hašmar was, slechts drie maanden regeerde en begraven werd in het moeras van Bit-Hašmar. Verder is er niets bekend over hem.